# Dänische Frauen-Handballnationalmannschaft
Die dänische Frauen-Handballnationalmannschaft vertritt Dänemark bei internationalen Turnieren im Frauenhandball.
Die dänische Mannschaft konnten bislang eine Weltmeisterschaft, drei olympische Goldmedaillen und drei Europameisterschaften gewinnen.

## Platzierungen bei Meisterschaften

### Weltmeisterschaften (Feld)
| Weltmeisterschaft 1949: | nicht qualifiziert |
| Weltmeisterschaft 1956: | nicht qualifiziert |
| Weltmeisterschaft 1960: | 5. Platz           |

### Weltmeisterschaften (Halle)
- Weltmeisterschaft 1957: 05. Platz
- Weltmeisterschaft 1962: 02. Platz
- Weltmeisterschaft 1965: 05. Platz
- Weltmeisterschaft 1971: 06. Platz
- Weltmeisterschaft 1973: 07. Platz
- Weltmeisterschaft 1975: 09. Platz
- Weltmeisterschaft 1978: nicht qualifiziert
- Weltmeisterschaft 1982: nicht qualifiziert
- Weltmeisterschaft 1986: nicht qualifiziert
- Weltmeisterschaft 1990: 10. Platz
- Weltmeisterschaft 1993: 02. Platz
- Weltmeisterschaft 1995: 03. Platz
- Weltmeisterschaft 1997: 01. Platz (Weltmeister)
- Weltmeisterschaft 1999: 06. Platz
- Weltmeisterschaft 2001: 04. Platz
- Weltmeisterschaft 2003: 13. Platz
- Weltmeisterschaft 2005: 04. Platz
- Weltmeisterschaft 2007: nicht qualifiziert
- Weltmeisterschaft 2009: 05. Platz
- Weltmeisterschaft 2011: 04. Platz
- Weltmeisterschaft 2013: 03. Platz
- Weltmeisterschaft 2015: 06. Platz
- Weltmeisterschaft 2017: 06. Platz
- Weltmeisterschaft 2019: 09. Platz
- Weltmeisterschaft 2021: 03. Platz
Team: Sandra Toft (eingesetzt in 9 Spielen / 0 Tore geworfen), Lærke Nolsøe (9/30), Anne Mette Hansen (9/31), Kathrine Heindahl (9/28), Line Haugsted (9/22), Anna Kristensen (0/0), Simone Böhme (9/6), Althea Reinhardt (9/0), Mette Tranborg (9/13), Kristina Jørgensen (9/32), Mia Rej (1/1), Trine Østergaard Jensen (9/19), Louise Burgaard (9/21), Simone Petersen (9/16), Mie Højlund (8/23), Emma Friis (9/16), Rikke Iversen (9/18), Michala Møller (8/5);[1] Trainer war Jesper Jensen.
- Weltmeisterschaft 2023: 03. Platz
Team: Louise Burgaard (9/22), Emma Friis (8/30), Helena Hageso (7/10), Elma Halilcevic (2/7), Anne Mette Hansen (5/12), Line Haugsted (9/8), Kathrine Heindahl (8/14), Mie Højlund (9/25), Rikke Iversen (9/11), Sarah Iversen (9/15), Trine Østergaard Jensen (9/27), Kristina Jørgensen (9/47), Anna Kristensen (1/0), Kaja Kamp Nielsen (1/2), Simone Petersen (8/5), Althea Reinhardt (8/0), Julie Scaglione (5/11), Sandra Toft (8/1)[2]
Trainer: Jesper Jensen

### Europameisterschaften
| Europameisterschaft 1994: | 01. Platz               |
| Europameisterschaft 1996: | 01. Platz               |
| Europameisterschaft 1998: | 02. Platz               |
| Europameisterschaft 2000: | 10. Platz               |
| Europameisterschaft 2002: | 01. Platz               |
| Europameisterschaft 2004: | 02. Platz               |
| Europameisterschaft 2006: | 11. Platz               |
| Europameisterschaft 2008: | 11. Platz               |
| Europameisterschaft 2010: | 04. Platz               |
| Europameisterschaft 2012: | 05. Platz               |
| Europameisterschaft 2014: | 07. Platz               |
| Europameisterschaft 2016: | 04. Platz               |
| Europameisterschaft 2018: | 08. Platz (Aufstellung) |
| Europameisterschaft 2020: | 04. Platz (Aufstellung) |
| Europameisterschaft 2022: | 02. Platz (Aufstellung) |
| Europameisterschaft 2024: | 02. Platz (Aufstellung) |

### Olympische Spiele
| Olympische Sommerspiele 1976: | nicht qualifiziert |
| Olympische Sommerspiele 1980: | nicht qualifiziert |
| Olympische Sommerspiele 1984: | nicht qualifiziert |
| Olympische Sommerspiele 1988: | nicht qualifiziert |
| Olympische Sommerspiele 1992: | nicht qualifiziert |
| Olympische Sommerspiele 1996: | 01. Platz          |
| Olympische Sommerspiele 2000: | 01. Platz          |
| Olympische Sommerspiele 2004: | 01. Platz          |
| Olympische Sommerspiele 2008: | nicht qualifiziert |
| Olympische Sommerspiele 2012: | 09. Platz          |
| Olympische Sommerspiele 2016: | nicht qualifiziert |
| Olympische Sommerspiele 2020: | nicht qualifiziert |
| Olympische Sommerspiele 2024: | 03. Platz          |

## Aktueller Kader
Für die Europameisterschaft 2024.
| Nr. | Name                    | Position | Verein                        | LS  | Tore |
| --- | ----------------------- | -------- | ----------------------------- | --- | ---- |
| 12  | Anna Kristensen         | TW       | Team Esbjerg                  | 31  | 0    |
| 16  | Althea Reinhardt        | TW       | Odense Håndbold               | 123 | 0    |
| 3   | Kaja Kamp Nielsen       | KR       | Team Esbjerg                  | 8   | 11   |
| 4   | Helene Kindberg         | RR       | København Håndbold            | 4   | 12   |
| 5   | Sarah Iversen           | KR       | Ikast Håndbold                | 101 | 166  |
| 6   | Helena Elver            | RM       | Odense Håndbold               | 34  | 50   |
| 8   | Anne Mette Hansen       | RL       | Metz Handball                 | 174 | 508  |
| 11  | Line Haugsted           | RL       | Team Esbjerg                  | 108 | 138  |
| 21  | Andrea Hansen           | RA       | Odense Håndbold               | 42  | 55   |
| 23  | Kristina Jørgensen      | RM       | Győri ETO KC                  | 123 | 374  |
| 25  | Trine Østergaard Jensen | RA       | CSM Bukarest                  | 195 | 392  |
| 26  | Stine Eiberg Jørgensen  | RL       | Nykøbing Falster Håndboldklub | 3   | 1    |
| 32  | Mie Højlund             | RL       | Odense Håndbold               | 111 | 224  |
| 33  | Emma Friis              | LA       | Ikast Håndbold                | 70  | 213  |
| 34  | Rikke Iversen           | KR       | Team Esbjerg                  | 87  | 140  |
| 42  | Michala Møller          | RL       | Team Esbjerg                  | 31  | 39   |

## Bekannte ehemalige Nationalspielerinnen
- Anja Andersen
- Camilla Andersen
- Karen Brødsgaard
- Katrine Fruelund
- Anette Hoffmann
- Janne Kolling
- Henriette Mikkelsen
- Lene Rantala
- Josephine Touray

### Trainer
Das Training der Mannschaft übernahm im Juli 2025 Helle Thomsen. Ihr Vorgänger war Jesper Jensen, der ab März 2020 Cheftrainer des dänischen Teams war.